# Chambre de commerce et d'industrie Puy-de-Dôme Clermont Auvergne Métropole
 (août 2025).
Si vous disposez d'ouvrages ou d'articles de référence ou si vous connaissez des sites web de qualité traitant du thème abordé ici, merci de compléter l'article en donnant les références utiles à sa vérifiabilité et en les liant à la section « Notes et références ».
La chambre de commerce et d'industrie du Puy-de-Dôme est la chambre chambres de commerce et d'industrie du département du Puy-de-Dôme, depuis les élections consulaires de 2010 (regroupement des 4 CCI existant auparavant dans le Puy-de-Dôme).
Elle fait partie de la chambre de commerce et d'industrie de région Auvergne-Rhône-Alpes.

## Organisation
Elle est basée à Clermont-Ferrand et compte 4 délégations, à Ambert, Issoire, Riom et Thiers.

## Missions
Elle est un organisme chargé de représenter les intérêts des 13000 entreprises commerciales, industrielles et de service des arrondissements de Clermont-Ferrand et d'Issoire, et de leur apporter certains services. C'est un établissement public qui gère en outre des équipements au profit de ces entreprises.

### Service aux entreprises
- Centre de formalités des entreprises
- Assistance technique au commerce
- Assistance technique à l'industrie
- Assistance technique aux entreprises de service

### Gestion d'équipements
- Hôtel d'entreprises.
- Zones d'activités

### Centres de formation
- Groupe École supérieure de commerce ;
- CCI formation ;
- Institut des métiers.
- Centre de formation d’apprentis d’Ambert (mécanique, travail du bois, boulangerie).

## Historique
La chambre de commerce du Puy-de-Dôme a été créée en 1826 avant de devenir la chambre de commerce et d’industrie de Clermont-Ferrand / Issoire en 1964, nom conservé jusqu'en 2010.
Le décret no 2009-1129 du 17 septembre 2009 a fusionné la chambre de commerce et d'industrie de Clermont-Ferrand / Issoire avec celles d'Ambert, de Riom et de Thiers pour former en 2010 la chambre de commerce et d'industrie du Puy-de-Dôme.

## Pour approfondir